# Bucéels
Bucéels – miejscowość i gmina we Francji, w regionie Normandia, w departamencie Calvados.
Według danych na rok 1990 gminę zamieszkiwało 357 osób, a gęstość zaludnienia wynosiła 74 osoby/km² (wśród 1815 gmin Dolnej Normandii Bucéels plasuje się na 543. miejscu pod względem liczby ludności, natomiast pod względem powierzchni na miejscu 897.).